# Tetrafluoruro di titanio
Il tetrafluoruro di titanio o fluoruro di titanio(IV) è il composto inorganico di formula TiF4, dove il titanio ha stato di ossidazione +4. A temperatura ambiente si presenta in forma di polvere bianca igroscopica.

## Sintesi
TiF4 fu preparato per la prima volta da Otto Ruff e Richard Ipsen nel 1903. Il composto si ottiene trattando tetracloruro di titanio con fluoruro di idrogeno anidro. Il TiF4 grezzo così ottenuto viene quindi purificato per sublimazione.
{\displaystyle {\ce {TiCl4 + 4HF -> TiF4 + 4HCl}}}

## Struttura e proprietà
Allo stato solido TiF3 cristallizza nel sistema ortorombico, gruppo spaziale Pnma (n. 62), con costanti di reticolo a = 2281,1 pm, b = 384,8 pm, c = 956,8 pm, dodici unità di formula per cella elementare. La struttura risulta polimerica, con unità triangolari Ti3F15 impilate come mostrato in figura.
Allo stato gassoso sono presenti singole molecole TiF4 tetraedriche (simmetria Td); la distanza Ti–F è 175,6 pm.
TiF4 è un composto stabile, ma in presenza di acqua o umidità idrolizza rilasciando HF.
Soluzioni di TiF4 in acqua per riscaldamento idrolizzano e si forma TiOF2 con rilascio di HF. Soluzioni in HF formano acido esafluorotitanico, H2TiF6, che risulta stabile solo in presenza di un eccesso di HF.

## Usi
TiF4 è usato nella preparazione di vetri trasparenti nell'infrarosso e per la sintesi di fluorotitanati. Viene anche studiato per possibili applicazioni nella prevenzione delle carie dentali.

## Tossicità / Indicazioni di sicurezza
TiF4 è disponibile in commercio. Il composto provoca gravi ustioni cutanee e gravi lesioni oculari. È nocivo se inalato o ingerito. A contatto con acqua, umidità o acidi rilascia acido fluoridrico. Non ci sono dati che indichino proprietà cancerogene.